# Isla Riesco
La isla Riesco es una isla de Chile localizada en el extremo meridional de América del Sur, en la ribera septentrional del estrecho de Magallanes. Administrativamente, la isla pertenece a la comuna de Río Verde, Región de Magallanes y de la Antártica Chilena. Tiene una superficie de 5.005 km², que la convierten en la cuarta mayor isla del país.

## Geografía
La isla (antiguamente llamada "Tierra del Rey Guillermo IV") tiene los siguientes límites:
- al suroeste, las aguas del estrecho de Magallanes, frente a la isla Santa Inés;
- al oeste, el  seno Skyring, que la separa de la península Muñoz Gamero y del continente;
- al noreste, el canal Fitz Roy, que la separa del continente;
- al sureste, el seno Otway, cuyas aguas la separan de la península Brunswick, también continente;

Habitada primeramente por los kawéskar, hoy la isla se caracteriza por la presencia de una decena de estancias, todas en manos de particulares, en las que la crianza de ovejas es una de las principales labores que allí se realiza. Esto gracias a sus amplias llanuras, sin perjuicio de que algunos de los sectores, como cabo León, poseen relieve irregular que mezcla el paisaje montañoso de los Andes Patagónicos, bosque de coigüe de Magallanes y planicie. Además, en la isla hay un importante reducto de huemules en estado salvaje.

## Biodiversidad
Isla Riesco posee gran biodiversidad. Conviven una gran variedad de ecosistemas terrestres y marinos en un paisaje natural que posibilita la coexistencia de las especies que habitan en la isla.
Además en la isla existen bosques milenarios, cordilleras, lagos, fiordos, valles, ventisqueros y pantanos que posibilitan la supervivencia de las especies que viven en ella.
En la isla existe una variada avifauna entre los cuales están los rayaditos, martín pescador, halcón peregrino pálido, cachañas, entre otros.

## Reserva Nacional Alacalufes
En su porción occidental se encuentra la Reserva Nacional Alacalufes, creada en 1969, con una superficie de 2.313.875 hectáreas. La única forma de acceder a él es por mar, desde Puerto Natales. En dicho parque se ubican los cerros Ladrillero, con 1.705 m s. n. m. y Atalaya, las cumbres más altas de la isla.

## Minería
La isla posee grandes reservas de carbón. Al norte de la isla se encuentra la mina Elena, la que comenzó a ser explotada a finales del siglo XIX. Después de años de abandono, el noruego Ove Larsen Gude abrió la mina en 1921. En los años 1930, la producción de carbón ascendía a dos mil toneladas mensuales y se sumaba a lo extraído desde los yacimientos Magdalena y Josefina, también en la isla.
El yacimiento Estancia Invierno fue estudiado por el Comité de Carbones de la Corporación de Fomento de la Producción (CORFO) entre los años 1978 y 1981. En el lugar, que abarca 4.030 hectáreas, se ubicaron reservas por un total de 670 millones de toneladas de carbón, de las cuales cerca de 280 millones de toneladas corresponden a la categoría de reservas probadas y el resto a la categoría de probables.
Durante los años 2000, la sociedad minera Isla Riesco, constituida por capitales de Empresas Copec y Ultramar, se adjudicó las minas Elena y Río Eduardo y Estancia Invierno, este último yacimiento se mantendrá en poder de BHP Billiton hasta el año 2017, fecha en que expira su contrato de concesión.
El 15 de febrero de 2011, se aprobó la creación de una nueva mina para explotar los recursos carboníferos que se encuentran en la Isla lo cual provocó una serie de manifestaciones y protestas en contra de la minera por el posible impacto ambiental que ésta tendría en la isla.